# 住友館
住友館（すみともかん）は、国際博覧会や地方博覧会などに住友グループが出展する場合に用いるパビリオンの名称である。

## 沖縄海洋博（1975年）
1975年の沖縄国際海洋博覧会（沖縄海洋博）におけるテーマは、「海と母」で、地球上に初めて生命が誕生して以降30億年もの間、生命の環境を育んできた海の偉大な母性と神秘を紹介するパビリオンであった。高さ17メートル、幅23メートルにも及ぶ、上下左右5面の巨大マルチスクリーンが映し出す鮮明で巨大な映像により、しぶきが飛び、全身が海水で濡れるかのような臨場感を感じることができた。建物は沖縄産の赤レンガづくりで、沖縄の青い空と海、フクギの緑と調和するデザインとなっていた。

## つくば科学万博（1985年）
- 館名:住友館3D-ファンタジアム[3]
- 出展者:住友EXPO'85委員会[3]

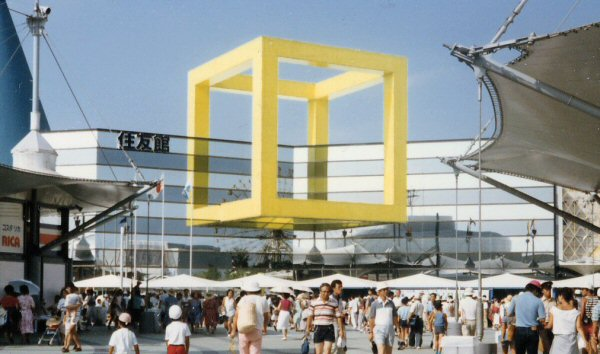
住友館 3D-ファンタジアム

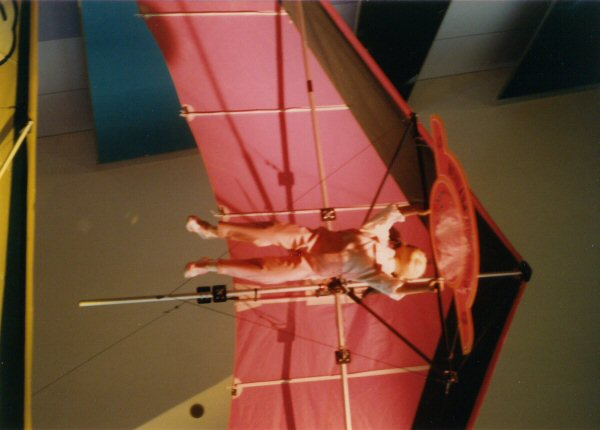
住友館 天井に吊ってあったエリカの像

- 制作スタッフ:泉眞也（総合プロデューサー）、電通（展示・映像）、福原進（映像監督）、坂本龍一（作曲）、矢野顕子（作詞）[3]
- 建築設計:日建設計[3]
- 設計:福田繁雄[4]
- 所要時間:30分（映像17分、展示10分）[5]

1985年の国際科学技術博覧会（つくば科学万博）では「住友館3D-ファンタジアム」として出展し、テーマは「自然への愛・人間への希望」であった。
建物は、鏡とハーフミラー張りの壁面に黄色いフレームが突き出ているもので、フレームがまるで浮かんでいるように見え、当時は反響を呼んだ。立体の黄色いフレームは一辺が12.5メートル、幅は1.3メートルで、カーボンファイバーで補強した薄い軽量コンクリート（CFRC）製だった。見えているフレームの本物は4分の3で、残りは135度に向かい合った鏡に映っていた。また、フレームの下の池も鏡の役目を果たしていた。建物の壁面は全てを鏡にすると館内が暗くなってしまうため、半分をハーフミラーとして外光を取り入れることで照明の数を減らし、省エネ化に努めた。また、鏡とハーフミラーをできるだけ同じように見せるためにプラナーマグネトロンスパッター法でハーフミラーを銀色に着色した。パビリオンでは大型立体映像作品『大地の詩』が上映された他、プレショーではグライダーが展示された。テーマ曲は「空に会おうよ」（作詞:矢野顕子、作編曲:坂本龍一、歌:モモ）。

## 花の万博（1990年）
1990年の国際花と緑の博覧会（花の万博）では「メッセージ―花から人へ」をテーマに、パビリオンは周囲には針葉樹の森、中庭にはバラ園と水を設け、館内の装飾はクラシックな劇場のイメージで統一した。館内では映像詩『ばらの夢から』が上映された。

## 大阪・関西万博（2025年）
2025年の2025年日本国際博覧会（大阪・関西万博）におけるテーマは「さぁ、森からはじまる未来へ」。
パビリオンは2棟構成で、来場者が展示を巡る「メイン棟」（延床面積2268.44平方メートル）とバックヤードとして使う「BOH棟」（同449.28平方メートル）から成る。2棟とも地上2階建て。屋根と外壁にはヒノキの構造用合板、エントランス周辺にはスギの角材を主に使用している。どちらも住友グループが別子銅山に保有する「住友の森」から切り出している。パビリオン内ではランタンを持ち、「UNKNOWN FOREST」と呼ばれる森の中を探検する体験ができる。探検が終わると、幅20メートル、高さ7.5メートルのパフォーミングシアターで、風や霧の演出、音と光が一体となった没入型のパフォーマンスを鑑賞する。

## その他
- 地方博覧会
  - 1981年 - 神戸ポートアイランド博覧会
  - 1987年 - '87未来の東北博覧会
  - 1989年 - 横浜博覧会、アジア太平洋博覧会